# Шляхтич, Макар Никитович
Макар Никитович Шляхтич (род. 27 июля 1919, Молдавия) — советский хозяйственный, государственный и политический деятель.

## Биография
Родился в 1919 году в селе Спея. Член КПСС с 1942 года.
Участник Великой Отечественной войны. С 1946 года — на хозяйственной, общественной и политической работе. В 1946—1985 гг. — заведующий сектором печати и издательств, заместитель заведующего отдела агитпропа, заведующий отделом науки, школ и культуры, отделом зарубежных связей ЦК КП Молдавии, завотделом КНК МССР, главный редактор газеты «Молдова сочиалистэ», директор Молдавского информационного агентства при СовМине Молдавской ССР.
Избирался депутатом Верховного Совета Молдавской ССР 8-го, 9-го и 10-го созывов.
Умер после 1985 года.